# Batalla de Princeton
La batalla de Princeton (3 de gener de 1777) va ser una victòria estratègica per les forces revolucionàries del General Washington sobre les forces britàniques a prop de Princeton, Nova Jersey. El lloc és administrat com un parc estatal operat i mantingut per la New Jersey Division of Parks and Forestry.

## Antecedents
La nit del 2 de gener de 1777 George Washington, Comandant en Cap de l'Exèrcit Continental, va repel·lir un atac britànic a la batalla de la Assunpink Creek a Trenton. Aquella nit va evacuar la posició, envoltant l'exèrcit del General Charles Mann Cornwallis, i va anar a atacar la guarnició britànica de Princeton.

## Batalla
El brigadier general Hugh Mercer de l'exèrcit continental es va enfrontar amb dos regiments britànics del tinent coronel Charles Mawhood. Mercer i les seves tropes van ser atacats i Washington va enviar algunes milícies sota el general de brigada John Cadwalader a ajudar. La milícia, que veia com els homes de Mercer fugien, també van fugir. George Washington va preparar reforços i va reunir els milicians que fugien i dirigint l'atac contra les tropes de Mawhood, que va donar l'ordre de retirada i la majoria dels soldats va intentar fugir amb Cornwallis a Trenton.
A Princeton, el brigadier General John Sullivan va encoratjar alguns soldats britànics que s'havien refugiat a Nassau Hall a rendir-se, acabant la batalla.

## Conseqüències
Després de la batalla, George Washington va traslladar el seu exèrcit a Morristown, i amb la seva tercera derrota en 10 dies, els britànics van evacuar el sud de Nova Jersey. Amb la victòria a Princeton, la moral es va aixecar a les files i més homes es van allistar en l'exèrcit. La batalla va ser l'última gran acció d'hivern de la campanya de Washington a New Jersey.